# Półka

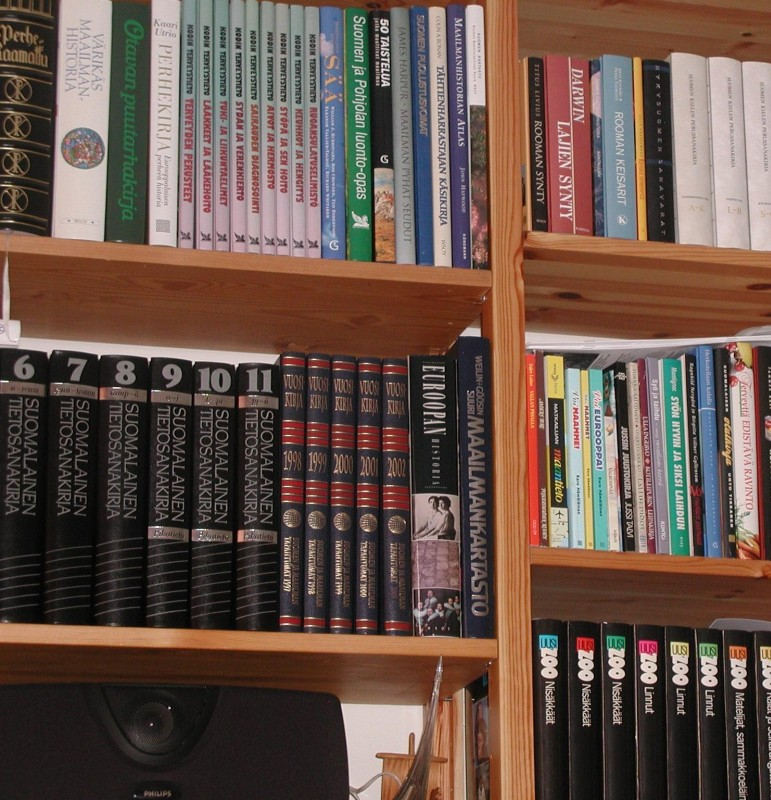
Półki z książkami

Półka – pozioma płaszczyzna umieszczona w szafie, przymocowana do ściany lub pod stołem czy stolikiem przeznaczona do układania na niej różnego rodzaju przedmiotów takich jak książki, naczynia, czy ubrania.